# Những người được chọn

Một vị tu sĩ Do Thái da trắng

Những người được chọn (Chosen people) hay nhóm người đắc thắng là danh xưng nhiều nhóm người khác nhau đã tự coi mình là dân tộc được chọn của Chúa. Hình mẫu "dân tộc được chọn" rất nổi tiếng trong số những người Israel và người Do Thái, nơi thuật ngữ "Người Do Thái, dân được Chúa chọn" (עם סגולה / העם הנבחר/ha-am ha-nivhar) ám chỉ người Israel được Yahweh chọn để chỉ thờ phượng Ngài và hoàn thành sứ mệnh công bố chân lý của Ngài trên khắp thế giới. Một số tuyên bố của các nhóm tự xưng có liên hệ với người Israel, như trường hợp của các giáo phái Bản sắc Cơ đốc và Người Do Thái da đen khi cả hai đều tuyên bố rằng họ (và không phải người Do Thái) là "người Israel thực thụ". Những người khác tuyên bố rằng khái niệm này là tâm linh, trong đó những cá nhân thực sự tin vào Chúa được coi là những người được chọn "thực sự". Quan điểm này phổ biến trong hầu hết các giáo phái Cơ đốc, những người theo truyền thống tin rằng tín nhân giáo hội đã thay thế Israel là dân tộc của Chúa. Các nhà nhân chủng học thường coi các tuyên bố về sự được chọn là một hình thức của chủ nghĩa dân tộc. 
Theo Mặc Môn giáo thì tất cả các Thánh hữu ngày sau (Latter Day Saint) đều được coi là đã có giao ước, hoặc được chọn, vì họ đã chấp nhận danh Chúa Jesus Christ thông qua giáo lệnh về phép rửa tội (báp têm). Trái ngược với chủ nghĩa thay thế, những Thánh hữu ngày sau không tranh chấp về địa vị "được chọn" của người Do Thái. Hầu hết những người theo Mặc Môn giáo đều nhận được sự ban phước lành của tộc trưởng cho thấy dòng dõi của họ trong Nhà Israel. Dòng dõi này có thể là quan hệ huyết thống hoặc thông qua "con nuôi"; do đó, một đứa trẻ không nhất thiết phải chia sẻ dòng dõi của cha mẹ mình (nhưng vẫn sẽ là thành viên của các chi tộc Israel). Đây là một niềm tin được chấp nhận rộng rãi rằng hầu hết các thành viên của đức tin đều thuộc chi tộc Ép-ra-im hoặc chi tộc Ma-na-se. Giáo chủ Sun Myung Moon dạy rằng Hàn Quốc là quốc gia được chọn, được chọn để phục vụ một sứ mệnh thiêng liêng và được "Chúa chọn làm nơi sinh ra nhân vật lãnh đạo của thời đại" và là nơi khai sinh ra "Truyền thống Thiên đàng", mở ra Vương quốc của Chúa. Bản sắc Cơ đốc là một niềm tin cho rằng chỉ có dân tộc Đức (Giéc-manh), Ăng-lô Xắc-xông, Xen-tích, người Bắc Âu, hoặc chủng Ấn-Âu (Aryan) và những người có cùng huyết thống mới là hậu duệ của Abraham, Isaac và Jacob và do đó là hậu duệ của người Israel cổ đại. Các giáo phái và băng đảng người da trắng thượng đẳng sau đó đã áp dụng giáo lý này.